# 가오슝항

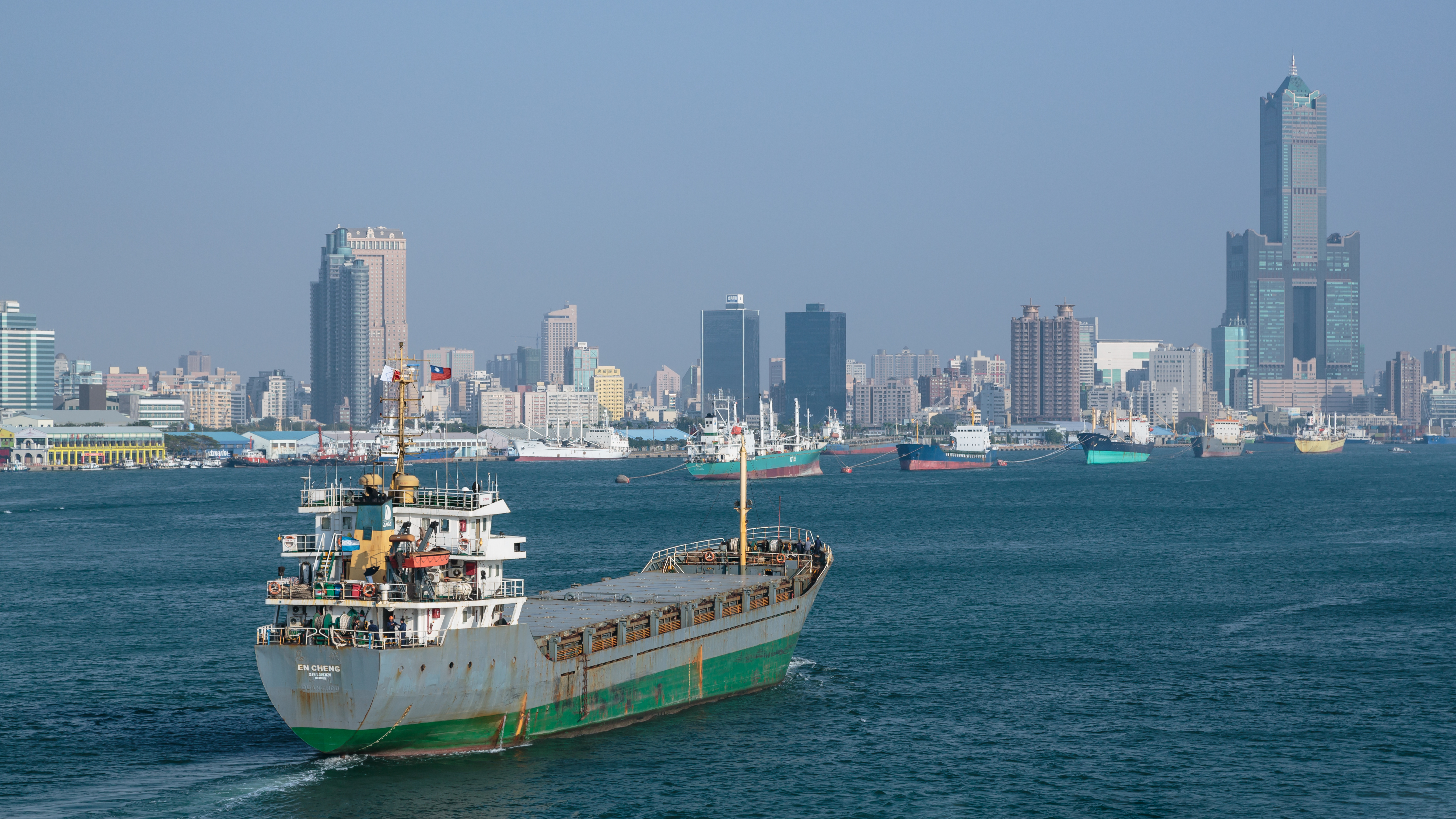
가오슝항 전경

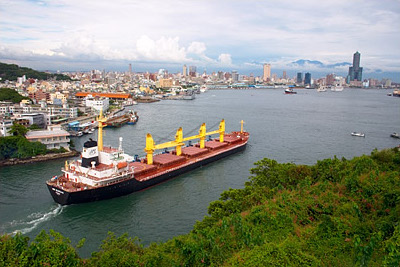
가오슝의 제1항구를 통과하게 되는 선박.

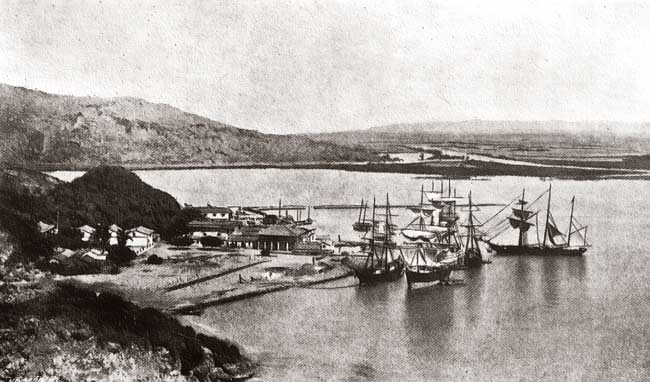
옛 이름인 다카우항 시절 전경 (1867년 촬영)

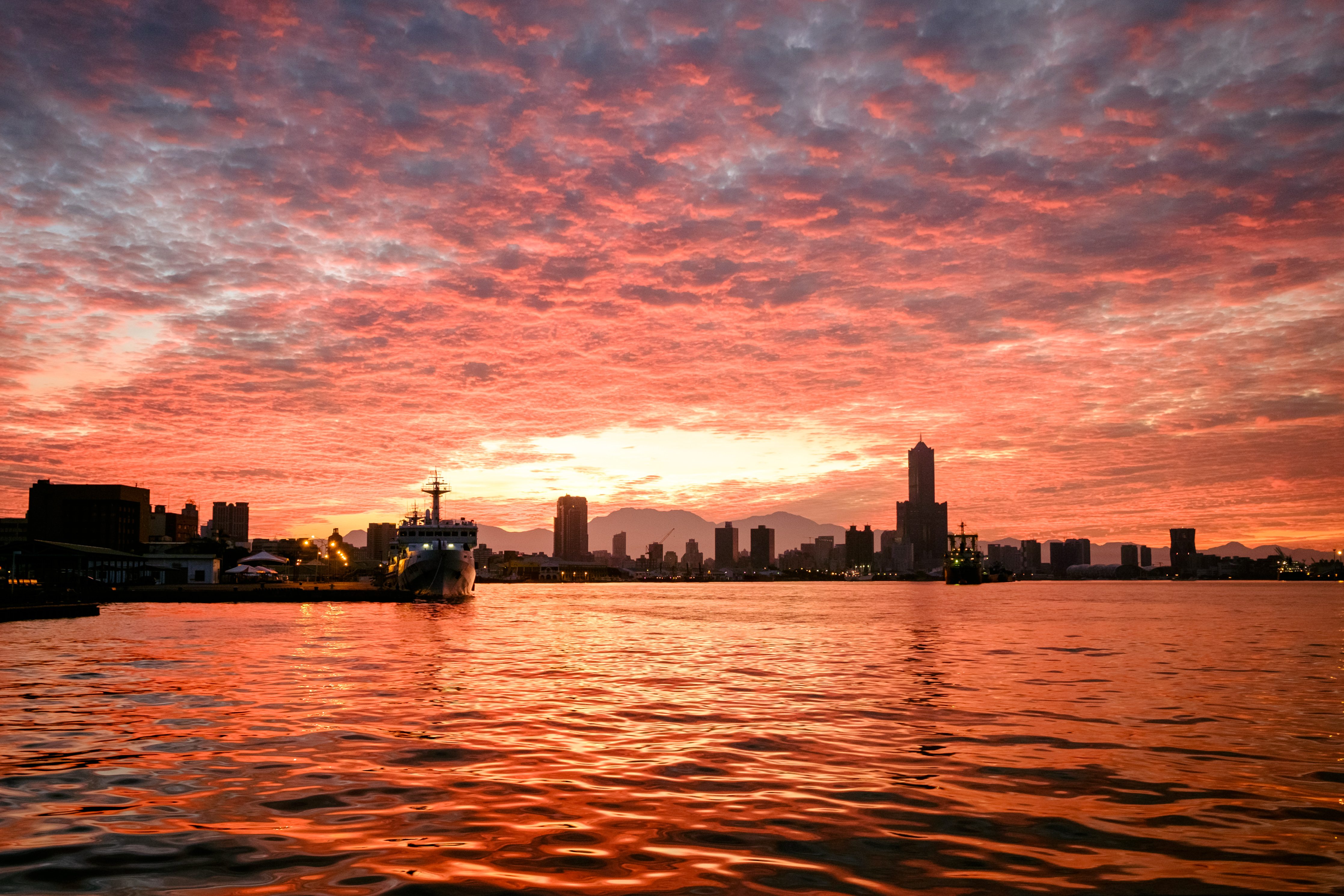
여객선에서 바라본 가오슝항의 해돋이

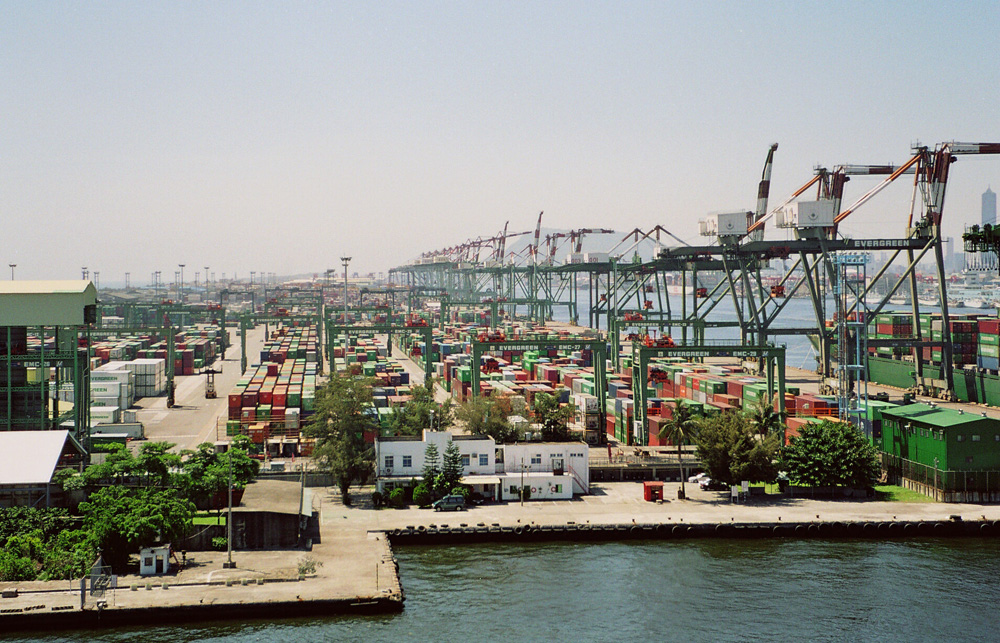
컨테이너 처리 구역

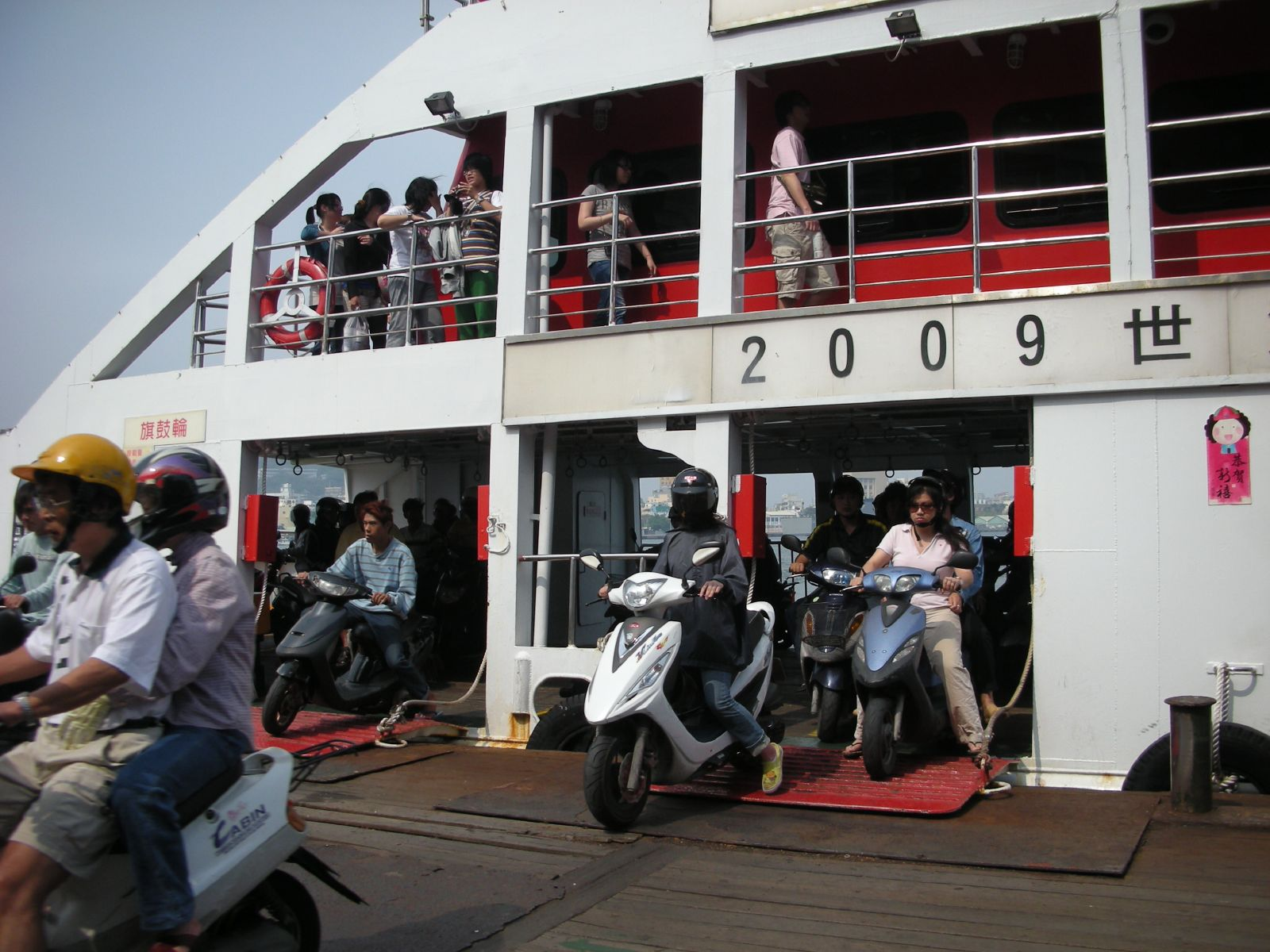
연락선 안에 승선중인 승객들과 오토바이가 함께 몰려 있는 모습

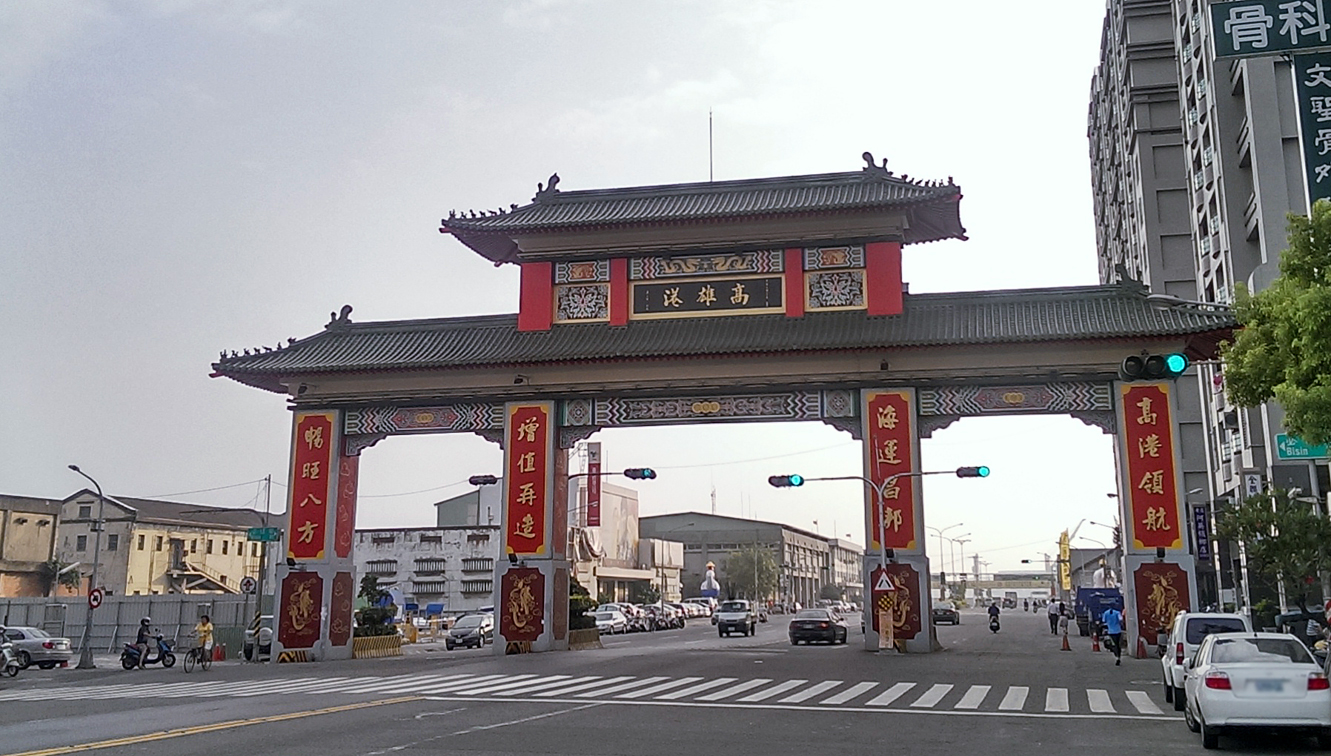
가오슝항의 출입구

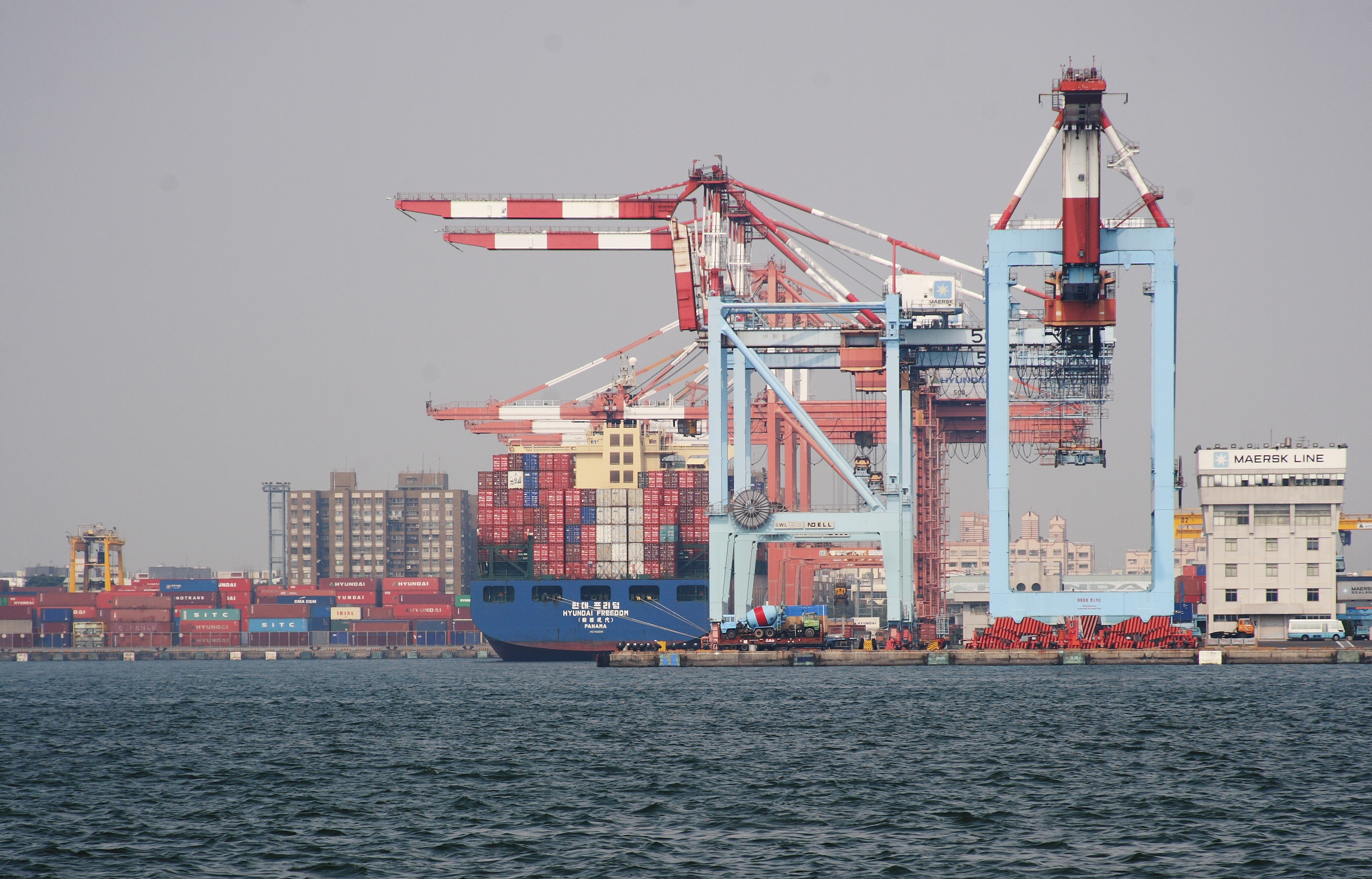
가오슝항 안에 선적 작업이 진행되고 있는 컨테이너

가오슝항(중국어: 高雄港, Port of Kaoshiung)은 대만에서 가장 큰 항구이자 대만 제1의 무역항이다. 그러나 이 항구는 2015년을 기준으로 환적한 화물 수송량은 1,026만 TEU(twenty-foot equivalent unit)를 환적한 것으로 드러나고 있다. 그리고 해당 항구는 타이완의 남부 지역에 위치하고 있지만 가오슝시와 인접한다. 또한 구산구, 옌청구, 링야구, 첸전구, 샤오강구 그리고 치진구 일대의 지역에 둘러싸여 있어, 이 항만의 관리자는 타이완 항무공사가 직접 관장하고 있으며 이 항구는 1858년 정식으로 개항하였고, 2005년 당시 환적 화물량은 947만 TEU의 화물을 처리한 이력이 있었던 것으로 보인다.

## 여담
이 항구가 타이완의 일제 강점기 시절에는 일본의 사정권에 포함되어 있어, 일본 국내 화물을 인접 식민지 지역이나 외곽의 오세아니아까지 영역을 넓히다가 태평양 전쟁 패망 이후 일본이 타이완, 조선, 만주, 가라후토 남부, 남양 군도, 쿠릴 열도 등에 대한 청구권을 일제히 포기하고, 오키나와현의 미국 통치권 변경까지 들어갔을 때에는 중국에 귀속시켰지만 얼마 못가 대만 정부가 직접 관장하는 숱한 역사도 있었던 것으로 드러나고 있다.